# 土井真理
土井 真理（どい まり、11月11日 - ）は、日本の女性声優。大分県出身。EARLY WING所属。

## 来歴
2025年3月31日、同日付でオフィスPACが事業停止したことに伴い、翌4月1日付でEARLY WINGに移籍。

## 人物
特技・趣味は日本舞踊、狂言、フルート。

## 出演

### テレビアニメ
2014年
- 牙狼〈GARO〉-炎の刻印-（オクタビア）
- 残響のテロル（アナウンサー(女)）

2015年
- 銀魂゜（2015年 - 2016年、隊士A、侍の子A）

2016年
- チア男子!!（看護師）
- ユーリ!!! on ICE（ミラ・バビチェヴァ）

2018年
- ヴァイオレット・エヴァーガーデン（イベリス・コノウエ、アイリスの叔母、女主人、エイダンの母）

2019年
- この世の果てで恋を唄う少女YU-NO（サラ）

2020年
- THE GOD OF HIGH SCHOOL ゴッド・オブ・ハイスクール（ナレーション）
- デュエル・マスターズ キング（ヨメサック）

2022年
- よふかしのうた（先生）

2023年
- 天国大魔境（看護師）

2024年
- 烏は主を選ばない（下女）

### 劇場アニメ
- 夜明け告げるルーのうた（2017年、爺さんの母）
- ペンギン・ハイウェイ（2018年、歯科医受付女性）
- 犬王（2022年）

### Webアニメ
- DEVILMAN crybaby（2018年、陸上部マネージャーB、ジンメンに取り込まれた女）
- TIGER & BUNNY 2（2022年、ダニエルの母親）

### ゲーム
2010年代
- ライトニング リターンズ ファイナルファンタジーXIII（2013年）
- DARK SOULS II（2014年）
- この世の果てで恋を唄う少女YU-NO（2017年、サラ）
- キングダム ハーツIII（2019年）
- グランブルーファンタジー（2019年、シャーラ）

2020年代
- ファイナルファンタジーVII リメイク（2020年）
- Apex Legends（2021年、ヴァルキリー）
- タクティクスオウガ リボーン（2022年、ヴェルドレ）
- ファイナルファンタジーVII リバース（2024年）

### 吹き替え

#### 映画
- アイアン・フィスト
- エージェント:ライアン
- 三銃士/王妃の首飾りとダ・ヴィンチの飛行船 ※テレビ朝日版[10]
- シニアイヤー（マーサ）
- ジュマンジ/ウェルカム・トゥ・ジャングル（スペンサーの母〈マリン・ヒンクル〉[11]）
- ジュラシック・ワールド（ザラ・ヤング〈ケイティ・マクグラス〉）※日本テレビ版
- シング・フォー・ミー、ライル[12]
- スター・ウォーズ/最後のジェダイ
- 22ジャンプストリート（マヤ〈アンバー・スティーヴンス〉）
- DOPE/ドープ!!（ディギー〈キアシー・クレモンズ〉）
- パパが遺した物語（ルーシー〈クヮヴェンジャネ・ウォレス〉）
- 必殺処刑チーム（ジーナ〈トリッシュ・ストラタス〉）※オンデマンド配信版
- ファンタスティック・ビーストと魔法使いの旅（マダム・ヤ・ジョウ〈ジェンマ・チャン〉[13]）
- フライトナイト2
- フラワーショウ!（シャーロット・ヘヴィ）
- ブリッジ・オブ・スパイ（アリソン）
- ペイン&ゲイン 史上最低の一攫千金
- マレフィセント（戴冠式の女性[14]）
- モービウス（サットン[15]）
- モール・コップ ラスベガスも俺が守る!（ディヴィーナ・マルティネス〈ダニエラ・アロンソ〉）
- モネ・ゲーム
- 山猫は眠らない7 狙撃手の血統（ケイト・エストラーダ〈ダナイ・ガルシア〉）
- ラスト・ナイツ（ナオミ〈アイェレット・ゾラー〉）
- 私とあなたのオープンな関係（ジョアン〈ジェシカ・ヘンウィック〉）
- ワンダーウーマン（アカンタ〈フローレンス・カサンバ〉[16]）

#### ドラマ
- I AM 私の分岐点#3（ケイト〈ジーニー・スパーク〉[17]）
- エージェント・オブ・シールド 第1シーズン（町の女、ニコール、女エージェント①、女エージェント[18]）
- オクテな僕のラブ・レッスン
- オレンジ・イズ・ニュー・ブラック（アレックス・ヴァース〈ローラ・プレポン〉）
- グッド・ワイフ 第2、4シーズン（ノラ）
- クリミナル・マインド8 FBI行動分析課
- GRIMM/グリム
- GOTHAM/ゴッサム（サラ・エッセン〈ザブリナ・ゲバラ〉）
- THE KILLING〜闇に眠る美少女
- シカゴ・ファイア（エリン・リンジー〈ソフィア・ブッシュ〉）
- シカゴ P.D.（エリン・リンジー〈ソフィア・ブッシュ〉）
- シカゴ・メッド（エリン・リンジー〈ソフィア・ブッシュ〉）
- スイッチ 〜運命のいたずら〜（オリビア）
- スキャンダル2 託された秘密
- ヒューマン・ターゲット
- やりすぎ配信! ビザードバーク
- LAW & ORDER:性犯罪特捜班

#### アニメ
- カーズ/クロスロード（シャノン・スポークス[19]）
- バービー: ドリームハウス・アドベンチャー（英語版）（マーガレット[20]）
- バービー・プリンセス・アドベンチャー（マーガレット）
- バービー&チェルシー：消えたバースデー（マーガレット）
- パラノーマン ブライス・ホローの謎
- プレーンズ2 /ファイアー&レスキュー（女自動車[21]）
- LEGO スター・ウォーズ/オールスターズ（エストック大尉）

### ボイスオーバー
- アメリカお宝鑑定団ポーンスターズ（ヒストリーチャンネル）
- スタートレックの世界を科学する（ヒストリーチャンネル）
- ソーイング・ビー（NHK Eテレ）

### 舞台
- なよたけ
- カリフォルニア・ドリーミン
- 間違いの喜劇